# Lalande-en-Son
Lalande-en-Son település Franciaországban, Oise megyében. Lakosainak száma 598 fő (2022. január 1.). Lalande-en-Son Puiseux-en-Bray, Sérifontaine, Le Coudray-Saint-Germer és Talmontiers községekkel határos.

## Népesség
A település népességének változása:
| Lakosok száma | 679  | 677  | 694  | 653  | 640  | 626  | 615  | 602  | 598  |
|               | 2013 | 2015 | 2016 | 2017 | 2018 | 2019 | 2020 | 2021 | 2022 |